# Franciszek Placidi

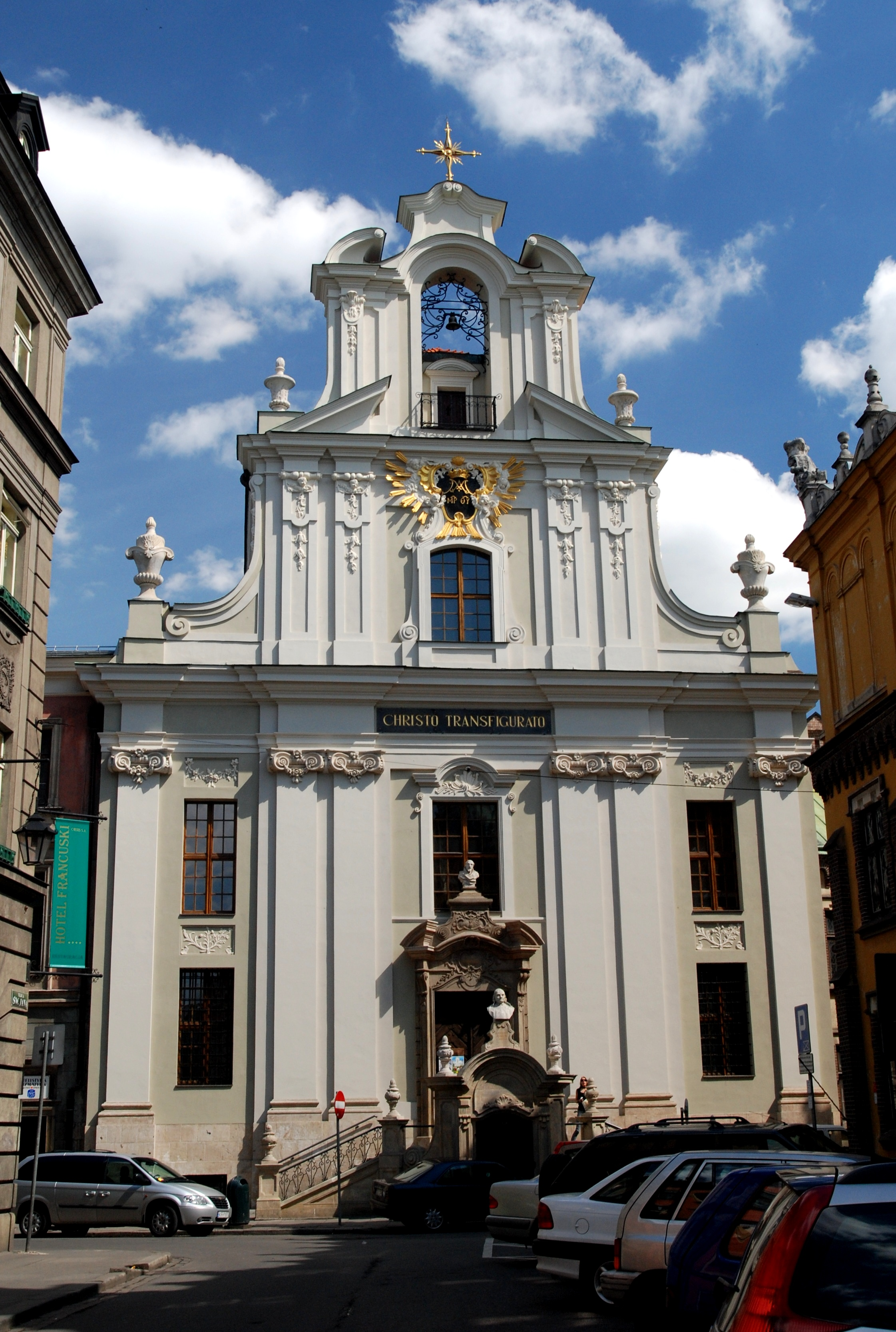
Kościół Pijarów w Krakowie

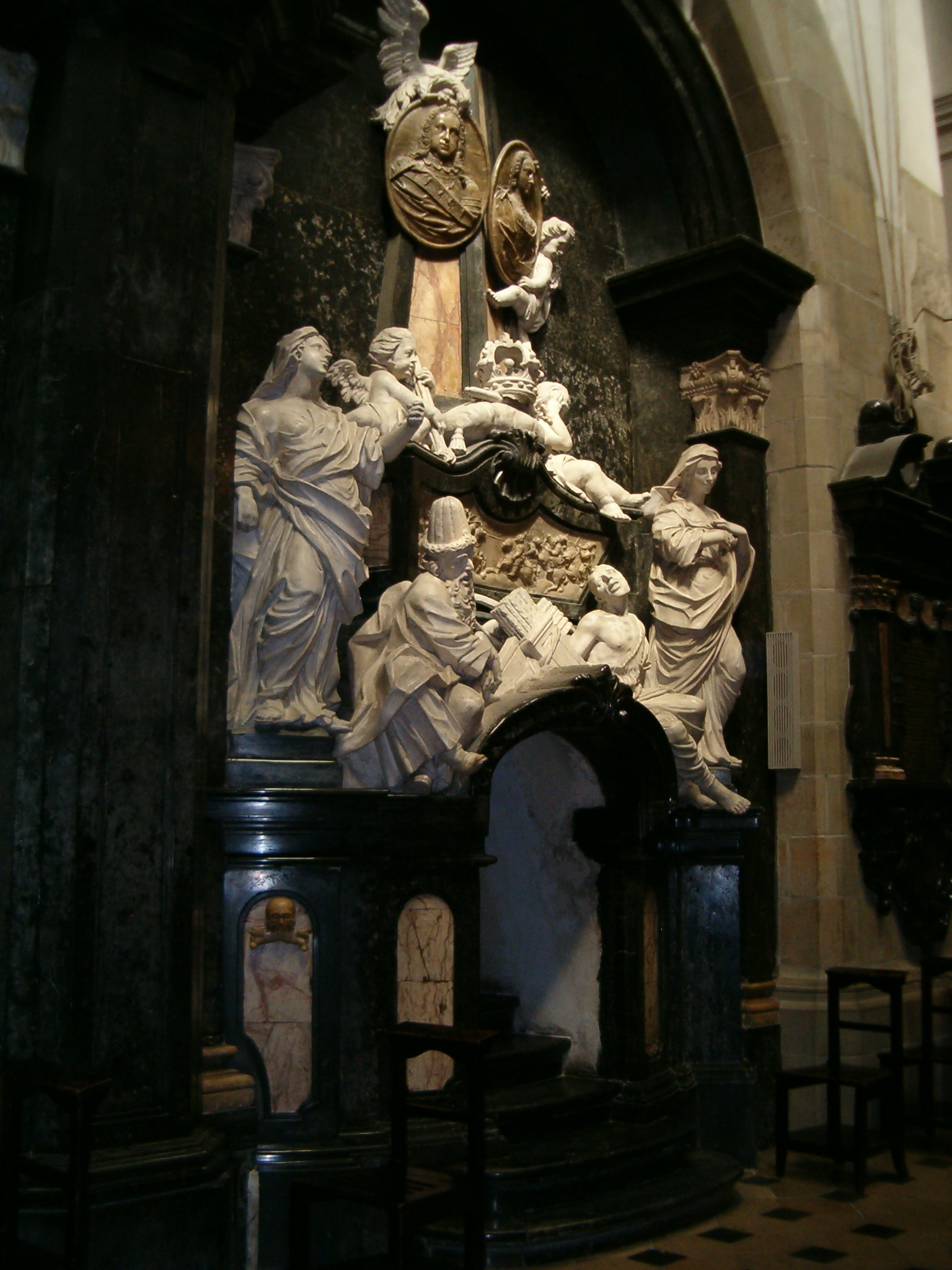
Nagrobek Michała Korybuta Wiśniowieckiego

Franciszek Placidi, wł. Francesco Placidi (ur. między 1710 a 1715 w Rzymie, zm. w 1782 w Kozienicach) – włoski architekt i rzeźbiarz, z pochodzenia rzymianin, jeden z największych twórców późnego baroku.
W latach 1738–1740 przebywał w Dreźnie, gdzie kierował budową Hofkirche. W 1742 przybył do Polski, gdzie otrzymał posadę architekta królewskiego. W 1750 otrzymał tytuł szlachecki. Zmarł w 1782, który to rok uznawany jest za koniec epoki baroku w Polsce.

## Twórczość
- 1738–1740: współudział przy budowie Hofkirche w Dreźnie;
- 1742: pałac w Grabkach Dużych;
- 1742: Pałac Larischa w Krakowie dla Stefana Jordana
- 1743–1746: przebudowa kaplicy Lipskich na Wawelu;
- 1743–1748: kościół św. Bartłomieja w Morawicy[2];
- 1744: przebudowa kamienicy Kołłątajowskiej przy ul. św. Jana w Krakowie;
- 1752–1773: kościół Trynitarzy (obecnie Bonifratrów) w Krakowie;
- około 1750: rozbudowa pałacu w Prądniku pod Krakowem dla biskupa Andrzeja Załuskiego
- 1759–1760: fasada kościoła Pijarów w Krakowie;
- 1768–1773: przebudowa pałacu w Wolborzu;
- 1776–1778: pałac w Kozienicach.

Ponadto jest autorem licznych pomniejszych dzieł architektury świeckiej oraz małej architektury, takich jak liczne ołtarze w katedrze wawelskiej oraz w kościele Mariackim, kruchta zachodnia kościoła Mariackiego w Krakowie, nagrobki Michała Korybuta Wiśniowieckiego i Jana III Sobieskiego, kościół w Teofipolu, ołtarze główne w kościele benedyktynów w Tyńcu, kolegiacie w Dobrym Mieście i katedrze we Fromborku oraz wiele innych.